# 安樂影片
安樂影片有限公司 （英語：Edko Films Ltd.），香港電影公司，主要業務為包括電影製作、電影和影碟發行、廣告製作，同時經營香港13間、澳門1間和中國大陸40間戲院的百老匯院線，由現時公司執行董事之一江志強的父親江祖貽於1950年成立，為全港歷史最悠久的電影發行公司，過去已發行逾100套電影。目前安樂影片員工有超過200人，年度營業額介乎10,000,000－49,999,999港元之間。
安樂影片現已與索尼影業簽訂了香港戲院發行協定，負責把它們的電影發行至全香港各大戲院。另一方面，安樂影片亦曾經與二十世紀福斯﹙由1990年代初開始直至2001年9月，2001年9月起直接由二十世紀福斯﹙香港﹚分部負責﹚、希杰娛樂—夢工場﹙於1998年期間合作至1998年末，1998年末起由希杰娛樂自行發行直至2004年10月；2004年10月起由嘉禾旗下的泛亞影業及其合作伙伴 — 聯合國際影業與希杰娛樂聯合擁有夢工場的發行權直至2006年7月，2006年7月起由洲立影片發行﹚及環球影業﹙於2007年至2018年12月期間擁有其發行權，2018年12月起直接由環球發行﹙香港﹚分部自行負責﹚簽訂了香港戲院發行協定，同時亦有自行買片以作發行。江志強近年來亦參與不少華語片的投資和製作，例如《臥虎藏龍》、《英雄》、《色，戒》和《寒戰》等。
2012年3月15日，now TV與華誼兄弟、安樂影片及陳可辛我們製作共同籌組的now爆谷台於香港啟播。

## 出品電影
- 《寒戰》（2012）
- 《風暴》（2013）
- 《寒戰II》（2016）
- 《鬼同你住》（2021）
- 《梅艷芳》（2021）
- 《飯戲攻心》（2022）
- 《過時·過節》（2022）
- 《燈火闌珊》（2023）
- 《毒舌大狀》（2023）
- 《飯戲攻心2》（2024）
- 《12怪盜》（2024）
- 《談判專家》（2024）
- 《武替道》（2024）
- 《焚城》（2024）
- 《臨時決鬥》（2025）

（粗體字為「首部劇情電影計劃」得獎作品）

## 發行電影
- 《臥虎藏龍》
- 《蜘蛛人》
- 《英雄》
- 《蜘蛛人2》
- 《蜘蛛人3》
- 《色，戒》
- 《贖罪》
- 《斷背山》
- 《魔鬼的情詩》
- 《愛到病》
- 《神經大帝》（The Madness of King George）
- 《鎖住的天空》（Nothing Personal）
- 《孖你有得發》（Waking Ned）
- 《中央車站》
- 《妳想丈夫》（An Ideal Husband）
- 《心慌方》
- 《涉谷二十四小時》
- 《壞孩子的天空》
- 《一人有一點顏色》
- 《我的爸 是你嗎》
- 《小企鵝大長征》
- 《論盡我阿媽》
- 《對她有話兒》
- 《聖·教·慾》
- 《恐怖死人快線》
- 《浮花》
- 《三條人》
- 《擊浪青春》
- 《我在伊朗長大》
- 《情尋貓腳印》
- 《仲夏夜之夢》
- 《戀愛夢遊中》
- 《血光光五人幫》
- 《爆肚風雲》
- 《妙在大門後》
- 《藍色大門》
- 《神婆美少女》
- 《紅提琴》
- 《聲光伴我飛》
- 《盜寶偷心三人行》
- 《盛夏光年》
- 《龍貓》
- 《天空之城》
- 《風之谷》
- 《夢幻街少女》
- 《魔女宅急便》
- 《幽靈公主》
- 《我的野蠻女友》
- 《小鞋子》
- 《小孩子走天涯》
- 《隔牆故事》
- 《三步上天堂》
- 《求戀狂熱》
- 《事先張揚的身後事件》
- 《桃色風雲搖擺狗》
- 《最遙遠的距離》
- 《天邊一朵雲》
- 《喇叭書院》
- 《談談情跳跳舞》
- 《兩性三人痕》（Gazon maudit/French Twist）
- 《毒太陽》
- 《點虫虫》
- 《沒有天空的都市》
- 《愛與夢飛行》
- 《等救火的日子》
- 《童夢失魂夜》
- 《華麗孽緣》
- 《十面埋伏》
- 《聽說你愛我》
- 《滿城盡帶黃金甲》
- 《不能說的秘密》
- 《奏出我未來》
- 《貓咪咕咕》
- 《血戰新世紀》
- 《一百萬零一夜》
- 《東京少女》
- 《兩生花》
- 《霍元甲》
- 《英雄》
- 《魔間迷宮》
- 《撞車》
- 《竊聽者》
- 《熱浪球愛戰》
- 《寒戰》
- 《北京遇上西雅图》
- 《风暴》
- 《黄飞鸿之英雄有梦》
- 《捉妖记》
- 《华丽上班族》
- 《归来》
- 《特工爷爷》
- 《寒战II》
- 《北京遇上西雅图之不二情书》
- 《长城》
- 《屍殺列車》
- 《與神同行》
- 《與神同行：最終審判》
- 《天氣之子》
- 《一秒鐘》
- 《爸爸可否不要老》
- 《極速快遞》
- 《白頭山：火山浩劫》
- 《柏林諜變》
- 《盜賊門》
- 《凶靈祭》（The Medium）
- 《流浪地球》（The Wandermg Earth）
- 《全謊位作戰》
- 《通往夏天的隧道，再見的出口》
- 《填詞L》
- 《24小時救參行動》
- 《维多利亚壹号》
- 《别告訴她》
- 《醬園弄》
- 《汪汪夢裡人》
- 《長腿》（Longlegs）
- 《佛系貓物語》（Ghost Cat Anzu）
- 《看我今天怎麼說》
- 《我生如是繼續》（I'm Still Here）
- 《無名指 (電影)》
- 《世外》

## 旗下藝人
| 女藝人 | 女藝人 | 女藝人 |
| ------ | ------ | ------ |
| 湯唯   | 桂綸鎂 | 王丹妮 |

## 旗下企業
- 百老匯院線 影院經營事務
- 安樂影視有限公司——影碟發行事務
- Suntech International Management Limited——AMC戲院管理事務
- 雅德廣告公司——影片宣傳事務